# Minnesota Moose
Minnesota Moose byl profesionální americký klub ledního hokeje, který sídlil v Saint Paulu ve státě Minnesota. V letech 1994–1996 působil v profesionální soutěži International Hockey League. Moose ve své poslední sezóně v IHL skončil v základní části. Své domácí zápasy odehrával v hale St. Paul Civic Center s kapacitou 16 000 diváků. Klubové barvy byly zelená, fialová, černá a měděná.
Zanikl v roce 1996 přestěhováním do Winnipegu, kde byl vytvořen tým Manitoba Moose.

## Přehled ligové účasti
Zdroj: 
- 1994–1995: International Hockey League (Centrální divize)
- 1995–1996: International Hockey League (Středozápadní divize)